# Harper Point
Der Harper Point ist eine Landspitze, die das nördliche Ende der Insel Saunders Island im Archipel der Südlichen Sandwichinseln darstellt.
Wissenschaftler der britischen Discovery Investigations nahmen 1930 eine Vermessung vor. Der Benennungshintergrund ist nicht überliefert.